# Félix Lorenzo
Félix Lorenzo, conocido también por su seudónimo Heliófilo (Madrid, 26 de abril de 1879-Madrid, 24 de abril de 1933), fue un periodista y editorialista español.

## Biografía
Nacido el 26 de abril de 1879 en Madrid, cursó estudios en el Instituto Cardenal Cisneros y en la Universidad Central de Madrid. A los quince años ingresó en la redacción del periódico Justicia. De allí pasó a Vanguardia, diario de Madrid.
Trabajó después en la Agencia Fabra, para hacer luego el trabajo de editorialista en La Correspondencia de España. En El Imparcial, entró como redactor jefe, hasta conseguir la dirección del periódico. Al fundarse El Sol en 1917, le fue encomendada la dirección. Durante la dictadura de Primo de Rivera, alcanzó singular popularidad con sus artículos, escritos bajo el seudónimo «Heliófilo», en la sección Charlas al Sol. En muchos de estos artículos alababa el clima de Alicante, ciudad en la que pasaba largas temporadas.
En los albores de la Segunda República, 4 de abril de 1931, se encargó del nuevo proyecto de Nicolás María de Urgoiti: el periódico Crisol. Entre los redactores y colaboradores figuraba lo más granado del republicanismo de la época: Salvador de Madariaga, los alicantinos Azorín y Rodolfo Llopis, Andrés Martínez de León, Moreno Villa, José Ortega y Gasset, Ramón Pérez de Ayala, Valentín Paz-Andrade, Fernando de los Ríos, Rafael Salazar Alonso, Felipe Sánchez-Román y Gallifa, Luis Bagaría, Américo Castro y Ramón Gómez de la Serna, entre otros. A principios de 1932, fundó el periódico Luz, que dirigió hasta su muerte, ocurrida en su domicilio del número 137 de la calle de Atocha, el 24 de abril de 1933. Sus restos fueron sepultados en el cementerio civil.
En 1934 se inauguró a los pies del torreón del castillo de San Fernando de Alicante un busto en su honor obra del escultor José Samper. Tras la Guerra Civil, en fecha sin determinar, este monumento desapareció, ignorándose su paradero actual.

## Obras
- Charlas al sol. Edit. Dossat. Madrid, 1929